# Шайхутдінов Гімай Фасхутдінович
Гимай Фасхутдінович Шайхутдінов (21 червня 1901 — 6 вересня 1952) — командир батареї 89-го гвардійського артилерійського полку (41-а гвардійська стрілецька дивізія, 4-я гвардійська армія, 2-й Український фронт), лейтенант, Герой Радянського Союзу.

## Біографія
Гімай Фасхутдінович Шайхутдінов народився 21 червня 1913 року в селі Красна Горка Уфимського повіту Уфимської губернії. Башкир. У 1935 році Гімай Фасхутдінович закінчив Уфимський лісотехнічний технікум. Член КПРС з 1942 року.
Працював у Іглінському лісгоспі Башкирської АРСР. У 1935-1937 роках служив у лавах Червоної армії. У 1937-1941 роках працював головою Нурімановського райкому ТСОАВІАХІМ.
У червні 1941 року Шайхутдінов призваний в Червону армію Нурімановським райвійськкоматом. Закінчив Ленінградське артилерійське училище в 1943 році.
У діючій армії з 9 січня 1944 року. Воював на 2-му Українському фронті.
Командир батареї 89-го гвардійського артилерійського полку 41-ї гвардійської стрілецької дивізії 4-ї гвардійської армії 2-го Українського фронту, гвардії лейтенант Г. Ф. Шайхутдінов відзначився в боях за знищення Корсунь-Шевченківського угруповання противника.
Після звільнення в запас (1945) Г. Ф. Шайхутдінов повернувся на батьківщину: працював головою Нурімановського районного комітету Баштсоавіахіма, в 1950 завідувач державної трудової ощадної каси. Обирався депутатом Верховної Ради Башкирської АРСР 2‑го скликання.
Помер 6 вересня 1952 року, похований у селі Красна Горка Нурімановського району Башкортостану.

## Подвиг
«17 лютого 1944 р. поблизу с. Журжинці Лисянського району Черкаської області гітлерівці, прагнучи вирватися з оточення, неодноразово атакували позиції батареї. Артилеристи точним вогнем відбивали всі атаки, а коли скінчилися снаряди і німці оточили батарею, Г.Ф. Шайхутдінов організував кругову оборону. Бійці батареї з особистого знаряддя знищили 250 фашистів і відстояли свої позиції».
Звання Героя Радянського Союзу Г.Ф. Шайхутдінову присвоєно 13 вересня 1944 року.

## Пам'ять
На місці подвигу артилеристів встановлено обеліск. У музеї Корсунь-Шевченківської битви експонуються бойові реліквії і документи, що свідчать про подвиг Г.Ф. Шайхутдінова. Ім'ям Героя названа вулиця в селі Красна Горка Нурімановського району.

## Нагороди
- Медаль «Золота Зірка» Героя Радянського Союзу (13.09.1944);
- орден Леніна (13.09.1944);
- орден Червоної Зірки (15.10.1944);
- медалі.